# Олонецко-карелски език
Олонецко-карелският (известен още като ливски) е смятан понякога за диалект на карелския език, понякога за отделен език. Говори се от около 19 000 души живеещи главно по северните и източните брегове на Ладожкото езеро.